# 龟兹钱币

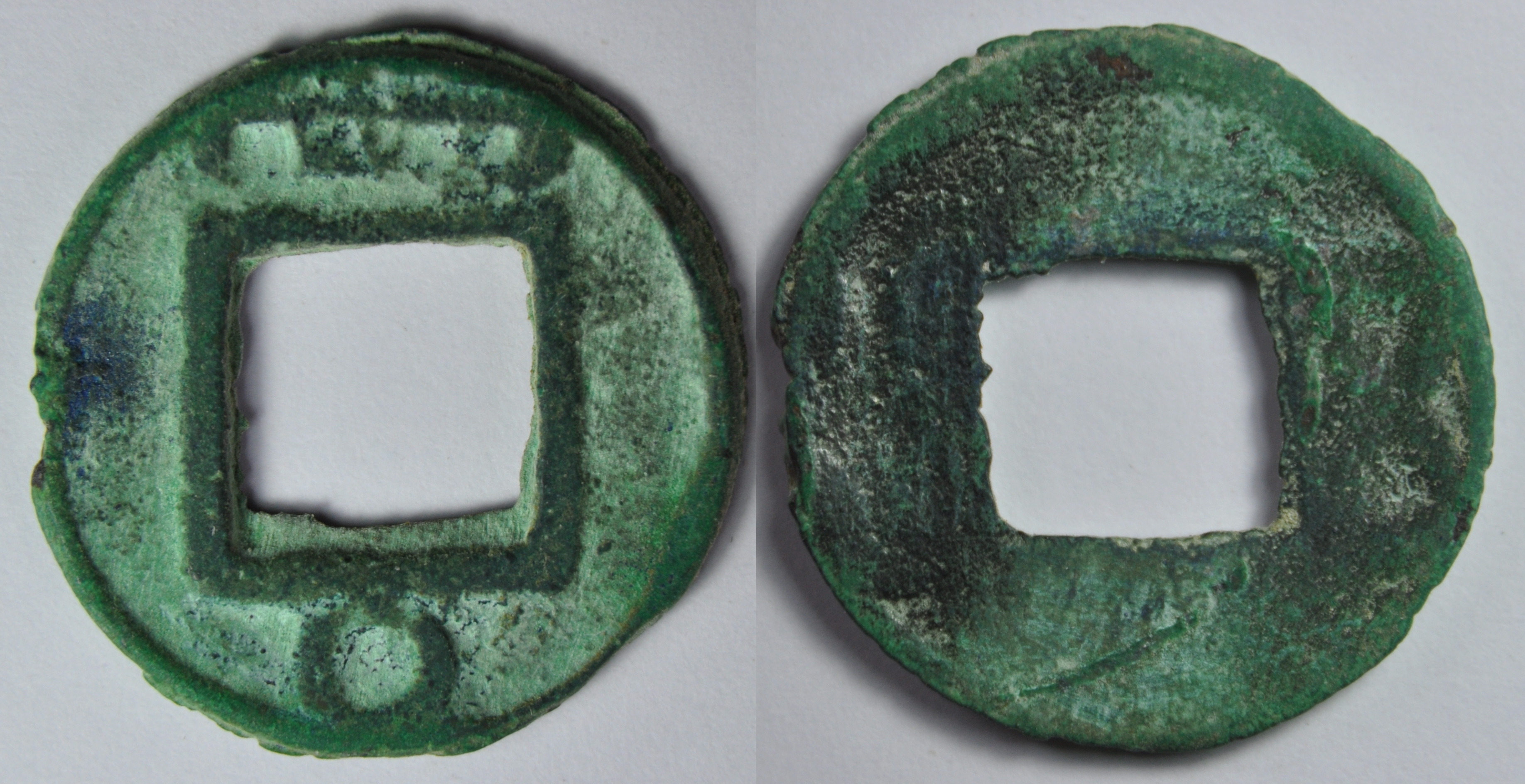
汉龟二体五铢钱

龟兹钱，龟兹国铸造发行的铜钱。龟兹是1千纪期间在位于塔里木盆地（今新疆库车市）的一个讲吐火罗语的佛教国家。
已知的龟兹钱币有五种，均以中原的五铢钱为原型。这些硬币的特点通常是体积小、形状薄。一般认为铸行于公元265年至589年间。

## 龟兹国
龟兹国最早记载于汉代，后被唐代吞并。在其存在期间，是丝绸之路上的一个重要国家。大约从三四世纪起，龟兹王国开始制造中国风格的方孔钱，其灵感来自于东汉时代缩小并贬值的五铢钱。

## 硬币说明
以五铢钱为原型的龟兹钱币有五种已知的类型，但通常都很轻薄。其中四种没有铭文，被称为“汉龟二体五铢钱”的铸有汉字“五铢”和龟兹文字。

## 龟兹钱列表
龟兹国铸造的钱币列表： 
| 面文 | 背文             | 大致年代 | 差异化特征                                                   | 图片 |
| ---- | ---------------- | -------- | ------------------------------------------------------------ | ---- |
| 光面 | 光面             | 265–589  | 穿孔仅一侧有廓。往往外侧薄而内侧厚。                         |      |
| 光面 | 光面             | 265–589  | 穿孔无廓                                                     |      |
| 光面 | 光面             | 265–589  | 非常轻薄，呈方形                                             |      |
| 光面 | 光面             | 265–589  | 形状不规则，轻薄，铸工差。有些直径仅为5毫米，重量仅为0.2克。 |      |
| 五铢 | 尚未破译的龟兹文 | 未知     | 带有钱文                                                     |      |